# Vorstjärnen
Vorstjärnen är en sjö i Skellefteå kommun i Västerbotten och ingår i Byskeälven-Kågeälvens kustområde. Sjön har en area på 0,0618 kvadratkilometer och ligger 187 meter över havet.

## Delavrinningsområde
Vorstjärnen ingår i det delavrinningsområde (720380-174545) som SMHI kallar för Mynnar i havet. Medelhöjden är 72 meter över havet och ytan är 44,42 kvadratkilometer. Det finns inga avrinningsområden uppströms utan avrinningsområdet är högsta punkten. Avrinningsområdets utflöde Lillån mynnar i havet. Avrinningsområdet består mestadels av skog (54 procent), öppen mark (13 procent) och jordbruk (28 procent). Avrinningsområdet har 0,12 kvadratkilometer vattenytor vilket ger det en sjöprocent på 0,3 procent. Bebyggelsen i området täcker en yta av 0,45 kvadratkilometer eller 1 procent av avrinningsområdet.